# Nuevo Mundo (Chuquisaca)
Nuevo Mundo ist eine Ortschaft im Departamento Chuquisaca im südamerikanischen Anden-Staat Bolivien.

## Lage im Nahraum
Nuevo Mundo liegt in der Provinz Belisario Boeto im Municipio Villa Serrano. Die Ortschaft befindet sich im Nationalpark Río Grande Mascicuri auf einer Höhe von 2215 m an der Grenze zwischen den Departamentos Chuquisaca und Santa Cruz.

## Geographie
Nuevo Mundo liegt zwischen dem Altiplano und dem bolivianischen Tiefland im Höhenzug der bolivianischen Cordillera Central. Das Klima ist warm-gemäßigt und ein typisches Tageszeitenklima, bei dem die Temperaturunterschiede im Tagesverlauf stärker schwanken als im Jahresverlauf.
Die Jahresdurchschnittstemperatur in der Region liegt bei gut 17 °C (siehe Klimadiagramm Villa Serrano), die Monatsdurchschnittswerte schwanken zwischen 14 °C im Juni/Juli und 19 °C von November bis Januar. Der Jahresniederschlag beträgt 640 mm und weist vier aride Monate von Mai bis August mit Monatswerten unter 10 mm auf, und eine deutliche Feuchtezeit von Dezember bis Februar mit Monatsniederschlägen zwischen 100 und 130 mm.

## Verkehr
Nuevo Mundo liegt in einer Entfernung von etwa 220 Straßenkilometern östlich der Departamento-Hauptstadt Sucre.
Mit Sucre ist Nuevo Mundo über den südlichen Abschnitt der Nationalstraße Ruta 38 verbunden, die bei Padilla auf die Ruta 6 trifft, eine fast tausend Kilometer lange Fernstraße, die Sucre mit dem bolivianischen Tiefland und der dortigen Millionenstadt Santa Cruz verbindet.

## Bevölkerung
Die Einwohnerzahl des Ortes ist in den vergangenen beiden Jahrzehnten um etwa die Hälfte angestiegen:
| Jahr | Einwohner | Quelle       |
| ---- | --------- | ------------ |
| 1992 | 318       | Volkszählung |
| 2001 | 368       | Volkszählung |
| 2012 | 458       | Volkszählung |
| 2024 |           | Volkszählung |

Die Region weist einen deutlichen Anteil an Quechua-Bevölkerung auf, im Municipio Villa Serrano sprechen 30,6 Prozent der Bevölkerung die Quechua-Sprache.